# Simone Boye Sørensen
Simone Boye Sørensen (* 3. März 1992 in Regstrup) ist eine dänische Fußballspielerin. Die Abwehrspielerin spielte von 2013 bis 2017 für Brøndby IF in der 3F Ligaen, der höchsten Spielklasse im dänischen Frauenfußball, und ist seit 2011 A-Nationalspielerin. Seit der Spielzeit 2022 spielt sie für den schwedischen Erstligisten Hammarby IF.

## Karriere

### Vereine
Sørensen begann als Sechsjährige bei Jernløse IF mit dem Fußballspielen. Nach den Stationen bei MV05, BSF und den Roadrunners, der Frauenfußballmannschaft während ihres Collegestudiums an der University of Texas at San Antonio, für die sie vom 17. August bis 28. Oktober 2012 in 17 Spielen drei Tore erzielte, gelangte sie 2013 zum Brøndby IF. Mit dem Verein wurde zweimal Dänischer Meister und gewann dreimal den Vereinspokal. Am 20. Juni 2017 erhielt sie einen Zweijahresvertrag beim schwedischen Erstligisten FC Rosengård.
Auf europäischer Ebene schied sie in ihrer ersten Saison bei Brøndby in der UEFA Women’s Champions League 2013/14 im Sechzehntelfinale gegen den FC Barcelona aus. Dabei blieben sie zwar ohne Niederlage, nach einem 0:0 in Spanien und einem 2:2 im Heimspiel sprach aber die Auswärtstorregel gegen die Däninnen. In beiden Spielen war sie jeweils eingewechselt worden, im Rückspiel in der 62. Minute und in der vierten Minute der Nachspielzeit hatte sie mit ihrem ersten CL-Tor für den 2:2-Endstand gesorgt.
In der folgenden Saison überstanden sie das Sechzehntelfinale, brauchten aber die Verlängerung um sich gegen den zyprischen Meister Apollon Limassol durchzusetzen, denn nach einer 0:1-Auswärtsniederlage stand es auch im Heimspiel nach 90 Minuten 1:0 für den Gastgeber, wofür sie mit ihrem zweiten CL-Tor in der 40. Minute gesorgt hatte. In der Verlängerung konnten die zyprischen Spielerinnen zunächst ausgleichen, die Däninnen dann aber noch zwei Tore nachlegen. Danach stießen sie dann aber bis ins Halbfinale vor, wo sie allerdings gegen den späteren Sieger 1. FFC Frankfurt mit 0:7 und 0:6 unterlagen. 2015/16 war dann wieder im Sechzehntelfinale Schluss. Nach einer 1:4-Niederlage gegen den tschechischen Meister Slavia Prag, bei der sie nicht eingesetzt wurde, war der 1:0-Heimsieg durch ihr drittes CL-Tor in der zweiten Minute nicht ausreichend. Etwas besser lief es 2016/17, wo sie immerhin das Sechzehntelfinale gegen SKN St. Pölten mit einem 2:0-Auswärtssieg und einem 2:2 im heimischen Stadion überstanden. Dabei hatte sie mit ihrem vierten CL-Tor für den zwischenzeitlichen 1:1-Ausgleich gesorgt. Im Achtelfinale verloren sie dann bei Manchester City mit 0:1 und kamen im Heimspiel nur zu einem 1:1.
Zum Jahreswechsel wurde sie vom FC Bayern München verpflichtet, bei dem sie einen bis zum 30. Juni 2022 gültigen Vertrag unterzeichnete. Ihr Pflichtspieldebüt für den Verein gab sie am 18. August 2019 (2. Spieltag) im Punktspiel der zweiten Mannschaft, die bei Arminia Bielefeld mit 2:1 gewann. Ihr Pflichtspieldebüt für die erste Mannschaft krönte sie am 7. September 2019 im Zweitrundenspiel des DFB-Pokals beim 5:0-Sieg über Eintracht Frankfurt sogleich mit ihrem ersten Tor, dem Treffer zum 2:0 in der 18. Minute.
In der Qualifikation für die UEFA Women’s Champions League 2021/22 wurde sie in den beiden Spielen der ersten Qualifikationsrunde gegen Oqschetpes Kökschetau und PSV Eindhoven eingesetzt, die mit 4:0 und 3:1 gewonnen wurden. Arsenal erreichte dann durch zwei Siege in der zweiten Qualifikationsrunde gegen Slavia Prag, bei denen sie nicht eingesetzt wurde, die erstmals ausgetragene Gruppenphase. In der Gruppenphase, die sie als Gruppenzweite hinter Vorjahressieger FC Barcelona abschlossen und sich damit für die K.-o.-Runde qualifizierten, hatte sie zwei Einsätze. Im Juli 2022 gab sie bekannt, dass sie zum Hammarby IF wechselt. Dort entwickelte sie sich sofort zu Stammspielerin. Insgesamt schoss vier Tore und gewann mit dem Verein das Double aus Pokal und Meisterschaft.

### Nationalmannschaft
Am 21. September 2007 hatte sie ihren ersten Einsatz in der dänischen U-17-Mannschaft bei einem Freundschaftsspiel in England, das sie mit 2:1 gegen die „Young Lionesses“ gewannen. Zwei Tage später gewannen sie dann sogar mit 3:0 gegen die Engländerinnen. Im Oktober 2007 und März 2008 nahm sie dann mit der U-17-Mannschaft an den beiden Qualifikationsrunden für die U-17-EM 2008 teil, die die Däninnen erfolgreich abschlossen. Bei der Endrunde kam sie beim 0:1 im Halbfinale gegen Deutschland und beim 4:1 im Spiel um Platz 3 gegen England zum Einsatz. Dabei konnte sie die frühe Führung der Engländerinnen ausgleichen. Bereits durch die Endrundenteilnahme waren die Däninnen für die U-17-Fußball-Weltmeisterschaft der Frauen 2008 in Neuseeland qualifiziert. Dort konnte sie im ersten Spiel gegen Kolumbien die Führung der Südamerikanerinnen zum 1:1-Endstand ausgleichen. Sie wurde dann auch in den nächsten Spielen eingesetzt, die Dänemark zunächst den Gruppensieg in der Vorrunde, dann aber das Achtelfinalaus gegen Nordkorea brachten. Das Spiel am 8. November 2008 gegen Nordkorea war dann auch ihr letztes Spiel für die U-17-Mannschaft.
Am 27. März 2009 hatte sie dann im entscheidenden Spiel der letzten Qualifikationsrunde für die U-19-EM 2009 gegen die Schottinnen ihren ersten Einsatz in der U-19-Mannschaft. Sie verloren aber mit 1:2, so dass die Qualifikation für die Endrunde verpasst wurde. Sie nahm dann auch an beiden Qualifikationsrunden für die U-19-EM 2010 teil, die aber ebenfalls erfolglos verlief. In der Qualifikation für die U-19-EM 2011 kam sie nur in der zweiten Qualifikationsrunde zum Einsatz, punktgleich mit den Niederlanden und Frankreich belegten sie aber aufgrund der schlechteren Tordifferenz in den direkten Vergleichen nur den zweiten Platz und waren als nur viertbester Gruppenzweiter nicht für die Endrunde qualifiziert. Mit diesen Spielen endete ihre Zeit als Juniorennationalspielerin. Am 15. September 2011 bestritt sie dann noch ihr einziges Spiel bzw. eine Halbzeit für die U-23-Mannschaft, das mit 0:6 gegen Norwegen verloren wurde.
Am 8. Dezember 2011 hatte sie dann ihren ersten Einsatz in der A-Nationalelf, als sie beim
Vier-Nationen-Turnier in Brasilien gegen die Nationalmannschaft Chiles in der 83. Minute beim Stand von 2:0 für Mariann Gajhede Knudsen eingewechselt wurde. Auch im Finale gegen die Nationalmannschaft Brasiliens, das mit 1:2 endete, wurde sie für Knudsen eingewechselt, diesmal drei Minuten vor dem Spielende ohne das Blatt noch einmal wenden zu können. Danach musste sie aber fast zwei Jahre auf ihr nächstes Länderspiel warten. Sie stand dann zwar im Kader im Wettbewerb um den Algarve-Cup 2013, verletzte sich dort jedoch, so dass sie nicht eingesetzt werden konnte und dadurch auch die EM-Endrunde 2013 verpasste. Am 26. Oktober 2013 wurde sie dann beim 1:1 im ersten Spiel der Qualifikation für die WM 2015 gegen die Nationalmannschaft Serbiens in der 81. Minute zu ihrem dritten Länderspiel eingewechselt.

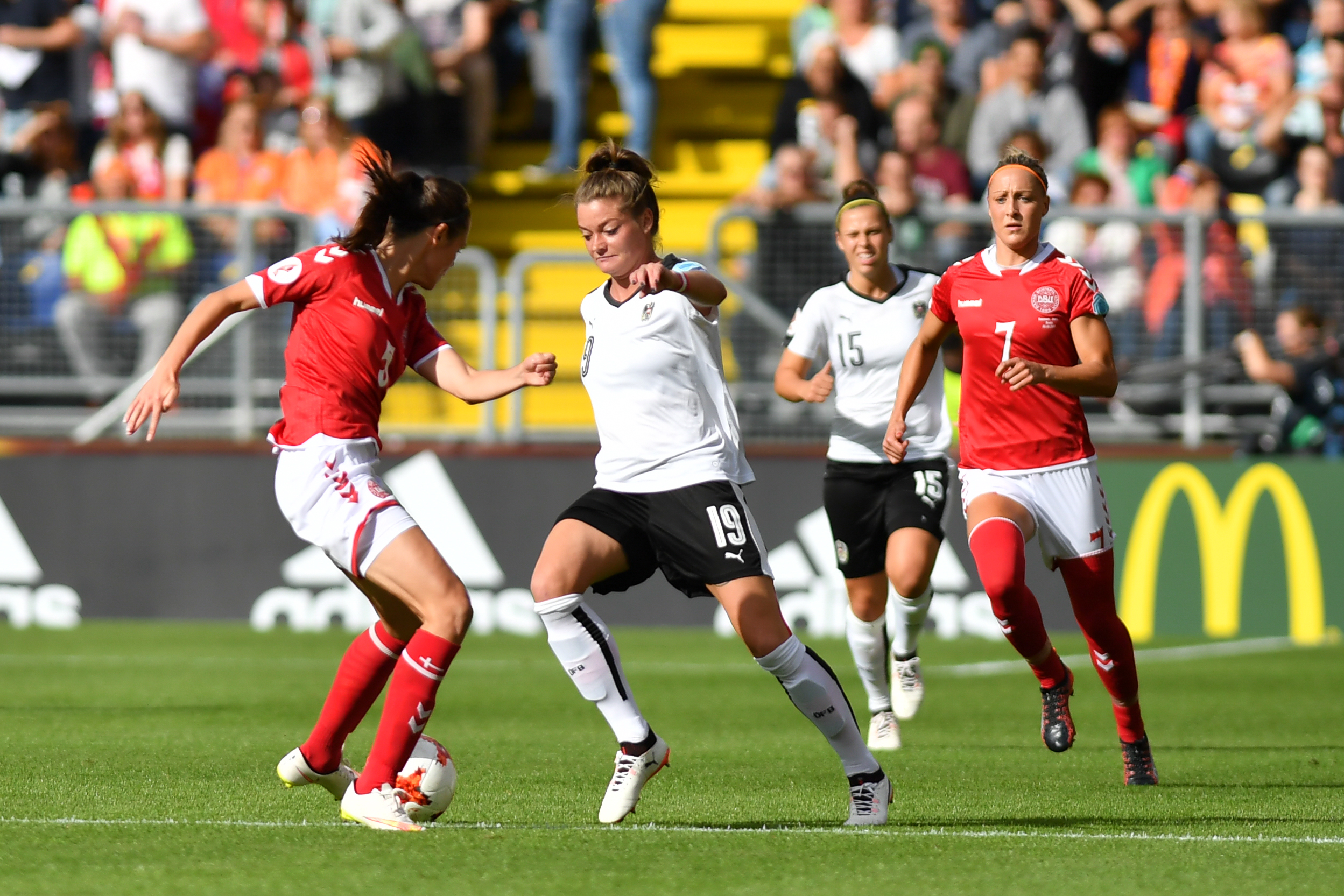
Simone Boye Sørensen im EM-Halbfinale 2017 im Zweikampf mit der Österreicherin Verena Aschauer

Es folgte die erneute Teilnahme am Wettbewerb um den Algarve-Cup 2014, bei dem sie in den drei Gruppenspielen eingesetzt wurde und beim 5:3-Sieg gegen die Nationalmannschaft der Vereinigten Staaten – dem einzigen Turniersieg – ihr erstes Länderspieltor zum zwischenzeitlichen 3:0 erzielte. Auch in sechs weiteren Spielen der erfolglos verlaufenden Qualifikation für die WM 2015 kam sie zum Einsatz. In diese waren die Däninnen aufgrund der Leistungen bei der EM 2013 als Gruppenfavorit gegangen, wurden aber letztlich hinter der Schweizer Nationalmannschaft, die sich erstmals qualifizieren konnte, und der Nationalmannschaft Islands nur Gruppendritter. Es folgten Einsätze in den Gruppenspielen um den Algarve-Cup 2016 und acht Einsätze in der erfolgreich verlaufenden Qualifikation für die EM 2017. Nach drei Einsätzen in den Gruppenspielen um den Algarve-Cup 2017 wurde sie im Juni 2017 0für die EM-Endrunde 2017 nominiert. Bei der EM kam sie in allen sechs Spielen zum Einsatz und wurde lediglich im Finale beim Stand von 2:3 auf Grund einer Verletzung ausgewechselt. Die für sie eingewechselte Line Røddik Hansen konnte dem Spiel aber auch keine Wende mehr geben und Dänemark verlor mit 2:4.
In der  Qualifikation für die WM 2019 kam sie in vier Gruppenspielen und den beiden Halbfinalspielen der Playoffs zum Einsatz. In diesen trafen sie wie im EM-Finale auf die Niederlande. Da beide Spiele verloren gingen verpassten sie die WM-Endrunde in Frankreich. Sie kam dann erst wieder in zwei Spielen beim Algarve-Cup 2020 zum Einsatz. In der erfolgreichen Qualifikation zur EM 2022 hatte sie vier Einsätze. In den ersten sechs Spielen der laufenden Qualifikation für die WM 2023 wurde sie nur einmal zur zweiten Halbzeit eingewechselt. Im April 2022 kam sie bei zwei weiteren Qualifikationsspielen zum Einsatz. Nach dem Ausschluss der Russinnen wegen des völkerrechtswidrigen russischen Überfalls auf die Ukraine stehen die Däninnen vorzeitig als WM-Teilnehmerinnen fest, an der sie zuletzt 2007 teilnahmen. 
Am 16. Juni wurde sie für die EM-Endrunde nominiert. Sie kam in den drei Gruppenspielen zum Einsatz, nach denen die Däninnen als Gruppendritte ausschieden.
Am 30. Juni wurde sie für die WM-Endrunde in Australien und Neuseeland nominiert, wurde in jedem der vier Spiele ihres Teams eingesetzt und schied mit der Mannschaft im Achtelfinale gegen die Australierinnen aus.

## Erfolge

### Vereine
FC Bayern
- Deutscher Meister 2021

Brøndby IF
- Dänischer Meister 2015, 2017
- Dänischer Pokalsieger 2014, 2015, 2017

FC Rosengård
- Schwedischer Pokalsieger 2018

Hammarby IF
- Schwedischer Meister 2023
- Schwedischer Pokalsieger 2023

### Nationalmannschaft
- Zweiter Europameisterschaft 2017